# Tai sabaki

Stappen diagram voor een 180 graden taisabaki

Tai sabaki (Japans: 体さばき of 体捌き) is een basistechniek uit de Japanse zelfverdedigingskunsten zoals jiujitsu, aikido, karate en judo. Het is een Japanse term. De techniek houdt het zeer gecontroleerd bewegen van het lichaam (体 tai) in, en bestaat voornamelijk uit het ontwijken van een aanval, zoals een stoot, slag of trap, zodanig dat de verdediger in een betere positie uitkomt.
Veelal is de tai sabaki een zacht alternatief voor het hardere blokkeren dat met bijvoorbeeld karatetechnieken wordt toegepast. Het is een van de meest voorkomende verdedigingen tegen aanvallen. De energie van de aanvaller is bij een geslaagde tai sabaki volledig verspild.
De meeste mensen die nog nooit enige vorm van zelfverdediging hebben geleerd, zullen instinctief en in een reflex een aanval ontwijken, en dus zonder zich hiervan bewust te zijn tai sabaki toepassen. Tai sabaki gevolgd door het simpel wegvluchten is vaak de beste verdediging tegen een aanvaller met een wapen door een verdediger die ongewapend is. Hoewel veel mensen intuïtief al een correcte tai sabaki kunnen uitvoeren, is veelvuldige oefening in de techniek verstandig. Net als voor danspassen, wordt ook bij tai sabaki vaak in afbeeldingen de stand van de voeten bij de verschillende varianten van de techniek weergegeven.
De ingewikkeldere varianten van tai sabaki kunnen tot doel hebben de aanvaller uit balans te brengen. Op de tai sabaki volgt normaal gesproken een onmiddellijke tegenaanval, zoals een worp, een klem, of een atemi.